# Zephyr (gruppo musicale)
Gli Zephyr sono stati un gruppo musicale blues/hard rock statunitense formatosi a Boulder nel 1969.

## Storia
Gli Zephyr si formarono su iniziativa del chitarrista Tommy Bolin, del tastierista John Faris, del bassista David Givens, del batterista Robbie Chamberlin e della cantante Candy Givens.
Bolin abbandonò il gruppo nel 1971, e venne sostituito con Jock Bartley, insieme al quale gli Zephyr registrarono l'album Sunset Ride, il secondo per la Warner Bros. Records. L'album è ancora in vendita ed è molto amato da un piccolo ma fedele seguito. In Sunset Ride Candy Givens mostrò tutte le sue doti di cantante, compositrice e suonatrice di armonica. L'album venne prodotto da David Givens, anche autore della gran parte delle melodie.
Grazie al suo lavoro con gli Zephyr, Bartley fece una carriera brillante insieme a Gram Parsons e i Firefall. Gli Zephyr continuarono a suonare in Colorado in varie formazioni fino alla morte di Candy nel 1984.
La pubblicazione di Heartbeat nel 1982 venne promossa con un video che comprendeva uno dei primi esempi di animazione analogica al computer combinata con l'azione dal vivo.
Altri ex-membri degli Zephyr degni di nota sono Otis Taylor, che suonò il basso a metà anni settanta, e il chitarrista Eddie Turner, che suonò con il gruppo nella loro ultima formazione a inizio anni ottanta.
Candy, David, Tommy, e John Faris sono membri fondatori dei The Legendary 4Nikators, la più vecchia e amata party band di Boulder. In seguito si aggiunsero anche Taylor e Turner; quest'ultimo divenne subito noto per le sue interpretazioni dei classici di Jimi Hendrix.
Nel 2002 esce la raccolta Zephyr.

## Formazione

### Formazione originale
- Candy Givens - voce (1968-1982)
- Tommy Bolin - chitarra (1968-1972)
- John Faris - tastiere (1968-1976)
- David Givens - basso (1968-1976)
- Robbie Chamberlin - batteria (1968-1970)

### Altri membri
- Kevin McPherson - chitarra (1974-1976)
- Bobby Berge - batteria (1970-1971)
- Dan Smyth - batteria (1971-1976)
- Jock Bartley - chitarra (1972-1974)
- Neil Cockle - tastiera (1981-1986)

## Discografia parziale

### Album in studio
- 1969 - Zephyr
- 1971 - Going Back to Colorado
- 1972 - Sunset Ride
- 1982 - Zephyr Heartbeat

### Album dal vivo
- 1997 - Live At Art's Bar And Grill May 2, 1973
- 2016 - Live (con Tommy Bolin)

### Raccolte
- 2002 - Zephyr
- 2015 - Going Back To Colorado/Sunset Ride

### Singoli
- 1969 - Sail On/Cross The River
- 1972 - High-Flying Bird